# Iglesia de San Martín (Cuéllar)
La iglesia de San Martín es un templo católico localizado en la villa de Cuéllar, provincia de Segovia (España). Fue construida en el siglo XII y está situada frente al Castillo de Cuéllar, en la explanada que constituyó la ciudadela en la Edad Media y dentro de la primera muralla del recinto murado de la villa. En 1931 fue declarada monumento artístico nacional, y está catalogada en la actualidad como Bien de Interés Cultural. En el mes de abril de 1354 fue escenario del matrimonio celebrado entre Pedro I de Castilla con Juana de Castro.
Construida en mampostería y ladrillo, su planta se asienta sobre una nave central y dos laterales más pequeñas, con cinco tramos, que terminan en la cabecera con triple ábside de tramo recto y remate semicircular. La nave de la Epístola es ligeramente más larga, y los tramos y las naves se separan por pilares sobre los que se apoyan arcos doblados de ladrillo rodeados de un alfiz.
La cabecera consta de tres ábsides poligonales al exterior y semicirculares al interior, cubiertos con bóvedas de medio cañón. El basamento es de cal y canto y la decoración consiste en arcos ciegos de medio punto, doblados, con recuadros rectangulares, casetones y remate de un friso de esquinillas. Posee tres puertas de ladrillo y arco de medio punto: la del Oeste es simple, con un arco doblado; las del Norte y Sur se disponen de cuatro y seis arquivoltas, respectivamente, y están enmarcadas por un alfiz. La torre es de planta cuadrada y maciza de cal y canto, fue construida posteriormente y se eleva sobre la iglesia junto al muro occidental ocupando parte del atrio de ladrillo que recorría los lados norte, oeste y sur, del que aún quedan restos.
En su interior conserva pinturas murales mudéjares y una capilla decorada con yeserías. Tras su desamortización a finales del siglo XIX fue convertida en viviendas, siendo recuperada en la década de 1980 por la Escuela Taller, y en la actualidad alberga el Centro de Interpretación del Arte Mudéjar, donde la imagen, la luz y el sonido pretenden mostrar al visitante las peculiaridades de este arte.